# Les Alleux
Les Alleux är en kommun i departementet Ardennes i regionen Grand Est (tidigare regionen Champagne-Ardenne) i nordöstra Frankrike. Kommunen ligger  i kantonen Le Chesne som ligger i arrondissementet Vouziers. År 2018 hade Les Alleux 77 invånare.

## Befolkningsutveckling
Antalet invånare i kommunen Les Alleux
Referens: INSEE